# Sedunos
Los sedunos (en latín, Seduni) fueron un antiguo pueblo del valle del Ródano superior en contacto con los romanos, a quien menciona Julio César (Comentarios a la guerra de las Galias libro III. 1, 7): Nantuates Sedunos Veragrosque. Estas tribus fueron conquistadas por Roma y también son mencionadas en el Trofeo de los Alpes (Plinio III. 20) en el mismo orden. Se encontraban al este de los veragros, en el moderno cantón suizo del Valais. Su capital era Sedunum, lo que se corresponde con la moderna Sion (Suiza). Los sedunos participaron también en la batalla de Octoduro en el lugar de la moderna Martigny.